# Singaraja
Singaraja es la sede de la regencia de Buleleng, en la provincia de Bali, Indonesia. El nombre significa en indonesio «Rey León» (del sánscrito simha y raja). Se encuentra en la costa Norte, justo al este de Lovina. Tiene un área de 27,98 km² y una población de 80.500 habitantes.
Singaraja fue el centro administrativo de la colonia holandesa de Bali y de las islas menores de la Sonda desde 1849 hasta 1953, además del puerto de llegada de la mayoría de visitantes hasta el desarrollo del área de la península Bukit en el sur. Singaraja fue además un centro administrativo de los japoneses durante su ocupación en la II Guerra Mundial.
Gedong Kirtya, al sur del centro de la ciudad, es la única biblioteca de manuscritos lontar (antiguos textos escritos sobre hojas de palma de Palmira) en el mundo.

## Personas célebres
- Jero Wacik (1949-) - político

## Ciudades hermanadas
Singaraja está hermanada con las siguientes ciudades:
- Bacólod, Filipinas
- Andong, Corea del Sur